# فلسفة العقل لدى الفارابي
تُعتبر فلسفة الفارابي الصيغة الأولى للفكر العربي وهي البذرة التي انطلقت منها أعمالُ الفلاسفةِ العرب مثل ابن سينا وابن رشد ومن تبعهم. كان الفاربي مُعترفاً بأنّه أرسطيُّ المنهجِ والتفكير ومُتشبعٌ بالأفلاطونية الحديثة. ففي كتابه «الجمع بين رأي الحكيمين» حاول التوفيق بين رأيي أرسطو وأفلاطون حيث وصفّ أرسطو العالم بالقدم بينما وصفه أفلاطون بأنّه عالمٌ له بداية، وقد توصل أبو نصرٍ الفارابي لنتيجةٍ مفادُها أنّ العالم قد أتّى من العدّم بفعلٍ زمانيٍ ومكانيٍ واضح من قِبل الخالق وبحركةِ هذا العالم يتقادمُ الزمان.
في مفهومِ العقل فإن الفارابي ارتبط بمعلمهِ يعقوب بن إسحاق الكندي وتحدث بالإعتمادِ المُباشرِ على العقلِ الفعّال وقد رتبَّ العقول البشرية لثلاثةٍ هي «العقلُ بالقوة والعقلُ بالفعل والعقلُ المستفاد» فالعقل بالقوة ينتقل بمساعدة العقل الفعال إلى مرتبة العقل بالفعل؛ والعقلُ المستفاد يتعامل بشكل محض مع المفاهيم التجريدة التي توصل إليها العقل بالفعل. مع الإنتباه بأنّ أنشطة المعرفة البشرية مستمدةٌ من العقلِ الفعال المبدع.

## تاريخ
إنّ أول من قال بالنفس وتفسيراتها هو الفيلسوف اليوناني أفلاطون وقسمها لثلاثٍ وهي:
- نفسٌ عاقلة مُحبةً للحكمة
- نفس غضبية مُحبة للشجاعة
- نقسٌ شهوانية محبّة للرغباتِ المادية

وفي تقسيمِ هذه النفوس فقد شبه النفس البشريّة كاملة بعربّة يقودها جوادان الأول هو الكرامة، والثاني هو الشهوة، وقائدهم هو العقل.
أمّا أول من تناول العقل تناولاً فلسفياً أقرب للمادية كان الفيلسوف اليوناني أرسطو في كتابه عن الروح (اليونانية Περὶ Ψυχῆς) واعتبر به العقل عنصراً أساسياً في الفهم المعرفي؛ تأسيساً على قوله بأن النفس تتحقق في المادة وتمنحها الفعالية فقد شرح أرسطو النفس البشرية بتقسيمها لقوىٍ مختلفة وهي:
- الحاسة وهي ما ندرك به المحسوسات
- الحس المشـترك وبه تدرك التشابه والتضاد بين الأشياء المحسوسة، فلا يمكن إدراك السواد إلا بإدراك نقيضه وهو البياض
- المخيلة: وهي القوة التي تنقل إلينا صور الأشياء بعد مرورها بالحس المشترك
- الحافظة: وهي القوة التي تحصل بها صور الأشياء مع إدراك أنها صـور إحساس سابق
- الذاكرة: وهي القوة التي تُستعاد بها صور الأشياء وتُستَحضر بعد غيابها ونسيانها
- القوة العاقلة: وهي التي تدرك المعاني الكلية لصور الأشياء جميعها؛ فموضـوعها الفكر والمعقولات، وتنقسم إلى:
  - العقل المُنفعل: وهو عقل النفس
  - العقل الفعّال: وهو عقلٌ له طبيعة إلاهية[5]

مجموع هذه القوى هي النفس الإنسانية. ويميز أرسطو بين نوعين من العقل: الأول منفعل والثاني فعال. ويعتبر هذا الأخير ذات طبيعة إلاهية وبفضله تصبح المعرفة البشرية ممكنة. تلامذة أرسطو لم يكتفوا بالتأويل الفيزيائي الذي اتبعه واعتبروا بأنّه لم يكن يعتقد بوجودِ نفسٍ منفصلةٍ وخالدة. الإسكندر الأفروديسي كان أول من أثار الإنتباه لأهمية العقل الذي أثار الجدل بين الفلاسفة لقرونٍ طويلة واعتبر أن الإنسان يولد ومعه عقل بدون صورة أي عقل مادي أو هيولاني ومع التعلم يكتسب هذا العقل صورة فيصبح تفكيراً. يسمح هذا التحول للعقل البشري بالمرور من حالة الإنفعال إلى حالة الفعل وبين هاتين الحالتين يوجد العقل بالملكة، وهو في الواقع صورة العقل الهيولاني.
أرسطو في كتابه البرهان اعتبر أنّ العقل أداة النفس التي تُعرِّف الإنسان على اليقين وتُساعده على فهم الأشياء الكُلية والضرورية في الحياة من خلال فطرته التي وُلدتْ معه؛ وهذه المُقدمات التي يفهمها بواسطة العقل هي مبادئ العلوم النظرية؛ وأمّا ما قصدّه بالعقل في كتاب الأخلاق فهو مُقدماتٌ بالأمور الإرادية التي يلإضل تجنبها.
أمّا المفكرون العرب فقد اهتموا بفكرة العقل اهتماماً كبيراً منذ بروز العصر الذهبي للفلسفة العربية الذي قاده يعقوب بن إسحاق الكندي الذي كتب رسالة في العقل ميز بها بين أربعِ أنواعٍ هي «عقلٌ بالفعلِ وعقلٌ بالقوة وعقلٌ بالملكة وعقلٌ مبين» بالإضافة إلى تبنيه لتصنيف الاسكندر الأفروديسي للعقل. أمّا الفارابي فقد برع في تقويم الحالات التطورية للعقل الهيولاني، لم يخرج ابن سينا من معتقدات الفارابي ولم يختلف إلا قليلا في تصنيفه لأشكال العقل.
العقل ملّكه وبه النفس تحصل على معرفةٍ بالحقائقِ المطلقة والجسمُ يبني العقل من الخارج منا يتلقى الهواء للتنفس؛ إنّ محدودية عقولنا بحاجة إلى إلهام من عقل مفارق كلي غير متغير وهو ما سماه الفارابي وابن سينا بالعقل الفعّال وسماه أرسطو بالفاعل. اعتبر الكندي أنّ العقل هو جوهرٌ غيرُ مركبٍ وغيرُ قابلٍ للفساد وهو الجوهرُ البسيط المُدركِ للأشياء على حقيقتها؛ أمّا الفارابي فقد قال بخلود القوة العاقلة حتّى بعد فناء الجسد وهو ما يشبه تفسير أرسطو للعقل الفعّال الخالد الذي لا يموت؛ وابن سينا عرّفه بالجوهر المتبرئ من المادة من كل جهة، والنفس الناطقة التي يشير إليها كل من يقول أنا.

## العقل عند الفارابي
يشرح الفارابي معنى العقل بالقولِ: إن اسم العقلِ يُقالُ لعدّة مُستويات أولها قولُ الجمهورِ عن الإنسان بأنّه عاقل، وثانيها العقلُ عن المُتكلمين فيصفون حدثاً بالتعبير «هذا ما يوجبه العقل»؛ إضافة لقوله بإطلاق العقل على النور الطبيعي والفطنة الأخلاقية والعقل المحض.

### أنواع العقل عند الفارابي
يُميزُ الفارابي ستة أنواعٍ من العقلِ في رسالته في العقل وهي:
- العقل عند الجمهور: وهو العقلُ الذي تستخدمهُ عامةُ الناسِ للقول عن الإنسانِ بأنّه عاقلٌ والعقل هٌنا يحتاج إلى الدين فالدينُ عندهم هو الفضيلة؛ والعاقلُ بنظر العامةِ هو الفاضل العارفُ بطريقته تجنُب الشرور واستثمار الخيرِ أفضل استثمار[16]
- العقل عند المتكلمين: وهو العقلُ عند العُلماء والمُفكرين إذا يقولون هذا ما يقبله العقل وهذا ما لا يقبله؛ ويعيبُ الفارابي على المتكلمين لأنّهم يقولون بشيءٍ ويعملون بشيءٍ ويظنون بأنّ العقل الذي يتحدثون به فيما بينهم هو العقلُ الذي تكلم عنه أرسطوطاليس في كتابه البرهان.[17]
- العقل الفطري: وهو ما وصفه أرسطو بأنّه قادرٌ على استيعاب مبادئ القياس الأولى
- العقل الناشئ عن التجربة: وهو العقل الذي يمتلكهٌ الإنسان بالمواظبةِ والعمل، وهو عقلٌ دائمُ التطورِ مع حياة الإنسان ويُضاف إليه في كلِّ مرحلةٍ قضايا لم تكن معروفة لدى الشخص[18]
- العقل النظري: وهو عقلٌ ورد عند أرسطو، ويقسم هذا العقل لمستويين:
  - الأول يتكون من عقولٍ مُفارقةٍ في ثلاثة مراتب وهي:
    - مرتبةٌ أولى يشغلها العقل الأول (الله)
    - مرتبةٌ ثانية تحتلها العقولُ التسعة
    - مرتبة ثالثة وهي عقلٌ فعّال
- أمّا المستوى الثاني فهو عقل نظري يُقسم أيضًا لثلاثِ مراتب هي:
  -     - عقلٌ بالقوة
    - عقلٌ بالفعل
    - عقلٌ مستفاد[19]
- العقلُ الأول: وهو نهايةُ سلسة العقول التي ذكرها الفارابي في رسالته في العقل؛[20] ويقول فيه في أن الأجسام السماوية يحركها «مُحركٌ أول» تنتهي إليه دائماً، ويوجد أيضًا مُحركٌ ثانٍ وهو الذي يُحرك كرة الكواكب وهي ثابتةٌ في فلكها.[21]

### عملية الإدراك عند الفارابي
تحدث الفاربي عن عملية الإدراك في عددٍ من كتبه أهمها «رسالةٌ في العقل وآراءُ أهل المدينة الفاضلة والسياسةُ المدنية». أكثر ما يميز التفسير عند أبي نصر بأنّه يحدث بواسطة تدخل خارجي مُتعلقٌ شكلٍ خاص بصور الكليات التي يفيض بها العقل الفعال على الإدارك العقلي؛ وباعتبار العقل الفعال هو العقل الأخير في مراتب العقل العشرة فإن وظيفته وجودية لإنه مُعطي الصور وهو المسؤول عن عالم ما تحت القمر وهنا ربّما تكمن محاولة الفارابي في تضييق الفجوة بين العالمين المادي والمثالي.
ميز الفارابي بين نوعين من الإدراك هما إدراكٌ حسي متعلقٌ بالقوى الحاسة والمتخليلة وعقلي مربوطٌ بالقوى الناطقة «والنفس إما تدرك بواسطة آلاتٍ الأشياء المحسوسة والمتخيلة وأمّا الكليات فإنها تدركها بذات نفسها» أي أنّ النفس تُدرك الصور المعقولة من خلال الصور المحسوسة والصور المعقولةُ هنا غيرُ مخالفةٍ لذاتها وهي مُتطابقة مع ما يحس به المرء لكن ومن جهةٍ أُخرى فإنّ النفس عالمةً بالقوة ولديها قُدرةُ قبول المعارفِ الأوائل دون الاستعانةُ بالقوى الحسية. فللّنفسِ عند الفارابي ثلاثُ قوى إدراكية هي:
- قوة الحس: وتنقسم إلى الحواس الخمس التي لا تدرك إلا المحسوس. وبالتالي فموضوع الحس قائم في الأعيان خارج النفس، ومتشخص ومادي. كالنظر إلى شجرة موجودة مقابلة للعين.
- قوة التخيل: تدرك ما ارتسم من المحسوس بعد غيابه حتى وإن بقيت بعض لواحقه. وبالتالي فموضوع التخيل قائم في النفس وغير مادي ولكنه يبقي متعين من لواحق المادة. كأثر الخاتم في الشمع حتى بعد كف فعل الخاتم. أي أن الخيال هو الاثر الباقي من الحس بعد غيابه.
- قوة التعقل: تدرك ما هو خالص من شائبات الحس والتعيين وبريئة من المادة.[24]

### العقل النظري والعقل العملي
قُسم العقل في الأفكار الفارابية إلى:
- عقلٌ نظري: وهو علمُ الإنسان بما لا يستطيعُ فعله كعلمه بالدين أو الله والعلوم الميتافيزيقية
- عقلٌ عملي: هو ما يفعلهُ العقل بإرادته الحُرّة.

يعتبر الفارابي أنّ عملية فيض العقلِ الفعال هي المسؤولةُ عن تحويلِ ما يَمْكلهُ العقل النظري للفعل حيث أن هذه العملية هي المُحدّثة للتفسيرات الفارابية لنظرية الفيض إذ تَحدُثْ مُبتدئةً من العقل الأول حتى الوصول للعقل العاشر وهو العقل الفعّال الذي يحوّل العالم اللامادي إلى مادي وهذا ما يصفه الفارابي بأنّهُ عالم ما تحت فلك القمر.
قد بنى الفارابي أفكاره على نظرية الفيض العقلي فبدت صوّرة نظرية العقل عنده مُركزة حوّل مفهوم العقل الفعال والنفس؛ فمن النفس نتدرج إلى العقل الفعال من خلال الانتقال في الزمانِ بمعناه النسبي للوصولِ للسعادةِ العُظمى، كل ذلك يبداً من خلالِ العقلِ الفعال أولاً فهو خالقُ النفسِ وجودياً. هذا النظرية الفيضية مبنية على صورتين جدليتين: جدلٌ نازل يبدأ من الفكرةِ الأسمى «الله» لينتهي بالعقل العاشر الفعّال، ثم جدلٌ صاعدٌ عند فهم العالم السُفلي انطلاقاً نحو العقل الأول.
وهنا كانت مقاربة الفارابي في فلسفته السياسية وما نجده في كتاب آراء أهل المدينة الفاضلة ومضاداتها حيث يعتمد بشكلٍ واضح على أفكاره للنظام الكوني ودورِ النفس والعقل الفعّال ونظرية النبوة القائمة على «دعائم من علم النفس وما وراء الطبيعة، وتتصل إتصالاً وثيقاً بالسياسة والأخلاق».

### مراتب العقل
للعقلِ عند أبي نصرٍ الفارابي ثلاثُ تقسيمات:
- العقل الهيولاني أو العقل بالقوة وهو الاستعداد المحض لإدراك المعقولات، التي لا يمكن ان تكون لدى الطفل مثلا، ولكنه يكون مستعد لقبولها. وهذا ما يميزه عن الحيوان غير الناطق. ويقال هيولى نسبة إلى الهيولي الأولى الخالية من الصور، كما هي الصفحة البيضاء. العقل بالقوة له صله بالخيال أو المتخيلة التي تقوم بعمليات تفكيك وتركيب الصور الأتية عن طريق الحس ومن ثم تهذبها وتنقحها قبل أن تؤدي بها إلى هذا العقل. ويقول الفارابي إن هذه الصور الناتجة من تلك العمليات والتي استحضرتها المتخيلة بعد غياب المحسوس ليس لها علاقة مباشرة بالمحسوس. وهذه تمثل أول مراتب الانتزاع والتجريد ونصل إليها بدرجات تبدأ أولاً بحصول الصور الملابسة للمادة ومن ثم استحضارها من قبل المتخيلة لتفك وتركب دون ان يقتضي استحضارها حضور المحسوس. وبالتالي المتخيلة تمثل مرحلة متوسطة بين ما هو محسوس وما هو مجرد.[29]

العقل بالقوة في مرتبته الهيولانية يصبح مؤهلاً ومستعداً لأن يصبح عقلاً بالفعل عندما يبدأ بادراك الصور المحسوسة منقوصاً منها اللواحق واللوازم والغواشي (الجوانب المادية)
- العقل بالفعل  يعتبر الفارابي بأنّ العقل التام لم يُعطى للانسان من أول الأمر بلْ تحوّل بفعل يفعلٍ تطوري من عقلٍ هيولاني لعقلٍ بالفعل؛ وما هو بالقوة ليس لديه الكفاية للانتقال إلى حال يصبح عليها بالفعل إلاّ بفعل فاعل. وهذا المعين كما يقول الفارابي هو العقل الفعال.[30] الذي منزلته من العقل الهيولاني كمنزلة الشمس من البصر. أي أن الأشياء في الظلام التي هي مرئية بالقوة، تصبح مرئية بالفعل بفعل ضوء الشمس.[31]
- العقل المستفاد المرتبة العليا التي يصل إليها العقل بالفعل وحيث يعقل معقولاته حدساً واشراقاً دون معونة الحواس. أي ان العقل المستفاد في هذه المرحلة يكون قادراً على تقبل فيض المعقولات من العقل الفعال بدون مساعدة الحواس.[32]

### العقول العشرة لدى الفارابي
نظرية العقول العشر ظهرت عند الفارابي بصورتين أولهما هي ممّا ذكر الفيلسوف اليوناني أفلوطين وثانيهما هي ما نسبهُ الفارابي لزينون الكبير؛ وقد اتفق كثير من المُفكرين على تأثر أبي نصر بالفكر اليوناني القديم لصياغة عقوله العشر وبخاصةٍ ببطليموس وقد نقل ذلك التأثر لأهم من قَصَدوه لطلب العلم مثل ابن سينا
وبذلك فإن العقول الفكلية عند بلطيموس ومن تبعه عشرة والنفوسً الفلكية تسعة وهذا كان عمادَ رؤيّةِ الفاربي لصياغة النظرية إذا رآى أن العقل الأول هو من يعرفُ ذاته ومنهُ خُلق العالم وخرجت الأشياء والأولُ هو «الله» فيكفي أن يكون الشيءُ معلوماً منه ليتحقق وجوده ويبقى علمهُ بالأشياء علمٌ خالدٌ إذ أنّه مبدعها وجميعُ الأشياءِ تُنسب له. ومن الوجودِ الأول يفيضُ وجودٌ ثان ليكون عقلاً أولاً غير متجسمٍ ولا هو في مادة З يَعرفُ ذاته ويَعرفُ الأول ومنهُ ينطلقُ عقلٌ ثانٍ ليكون وجوداً ثالثاً غيرُ ماديٍ ويُلزمُ وجود السّماء الأولى ( أو الفلك أو المحيط) ومنه يُستوجَبُ وجود رابعٍ وهو العقل الثالث وهو ما يُلزم وجود كُرّة الكواكب الثابتة أو الفلك الثابت وينبثق بوجوده العقلُ الرابع فتوجد لأجله كُرّة أو فلك زُحل وينطلق منه الوجود السادس وهو العقل الخامس ليلزم به وجودُ فلك المُشترى؛ وللوجودِ السادس ينبثقُ السابع كعقلٍ سادس فيلزمُ له وجود كُرّةِ المريخ أو فلكه وله يُخلقُ الوجود الثامن بعقلٍ سابع وله تُوجدُ كُرّة الشمس؛ بعده يأتي الوجود التاسع (العقل الثامن) ليوجدَ فلكُ الزهرة أو كرته فالعقل التاسعِ وهو وجودٌ ثامن لأجله يُلزم عُطارد. بعدها يوُجدُ عقل فلكِ القمر هو يُديرُ عالمنا عالمَ الكونِ والفساد ويُعرف عند الفارابي بالعقل العاشرِ والوجودِ الحادي عشر وهو كما سابقيه لا مادي.

## تقسيمات النفس
تأثر أبو نصرٍ الفاربي بفلاسفة اليونان المُرتبين للنفسِ بحسب مراتبِ الوجود. وقد رآى بأنّ النفس البشرية تشتمل على أربعةِ قوى هي الناطقة والنزوعية والمتخيلة والحساسة؛ فالناطقةُ هي ما يعرفُ به الإنسان العلوم والصنائع ويُميزُ بين الجميلِ والقبيحِ من الأفعال؛ وأمّا النزوعية أو الغاذية فهي شوق الإنسان للشيئ أو نفوره منه، والمتخيلةُ هي ما تحفظ رسوم المحسُوساتِ وتُفكك وتركب بعضها إلى بعض لتُنشأ عنها صورةً جديدةً وأمّا القوةُ الحساسة فهي ما يُدرك الإنسان من المحسوسات بحواسه الخمس. ويؤكد الفارابي أن الأنواع الثلاثة مرتبطة بالنفس النزوعية فلا سبيل للتعقُلِ دون أن يرتبط ذلك بشوقٍ لما أحسَّ الإنسانُ وتخيل.

### دور المتخيلة
إن المُتخيلة هي المسؤولة عن تركيب الصور الآتية من النفس الحساسة وهي التي تقوم بتأليف الصورِ الجديدة ويعتبرها الفارابي صاحبة الدور الحاسم كمدخلٍ للمعرفة فلها ما بالانتقال من ما هو محوسٌ ماديًا إلى ما هو مجردٌ من المادة أي أنّها الوسيط في هذه العملية وهذا مشابهٌ لما قال به كانط لاحقاً.

## الإنتقادات
إن الفارابي يعتبر أنّ العقل عبارة عن تجارب حسية ويرى بأنّ زيادة هذه التجارب تجعل من النفس أكثر كمالاً؛ وهذا يعني أن القوة الحاسة تعطي العقل الصور المحسوسة الذي بدوره يجردها من عوالقها ليدركها كماهيات. لكنهُ في حينٍ آخر يرى بأن الغرائز البدنية عائقة أمام النفس لتخلو بذاتها أي المادة هي الشيء الذي يعيق النفس أن تكون عاقلة. فإذا انشغلت النفس بالحواس، أي بالوسائط المادية، غفلت عن ذاتها. وهذا يعني أن ليس هناك ضرورة للحواس إذا أردنا أن تكون النفس في حالة أفضل. وفي هذا الصدد يقول الفارابي أنه عند مفارقة النفس للبدن تحصل لها المعقولات على نحو مباشر وبدون معونة الحواس.
يعتبر الفليسوف والمفكر العربي جميل صليبا أنّ الفارابي قد فشل بسبب الإعتماد الأساسي على كتاب الإيثولوجيا والتسليم برأي أرسطو والاعتقاد بعدم خطأه. رآى صليبا أن طرح الفارابي قد يحوي نوعاً من السذاجة أيضًاً غير أن قوّة الوصف الذي قدمه سببها ثقته بطبيعة الإنسان وفطرته فمدينته الفاضلة بناها على الأشخاص الصالحين المحكومين من قِبل الفلاسفة ما جعل المدينة خيالية لا تقربُ من الحياةِ والتجربة وكأنّها مدينةٌ سماوّية.

### المعلومات الكاملة للمراجع